# Indalon
Indalon ist eine chemische Verbindung aus der Gruppe der Pyron-Derivate (Dihydropyranone oder Dihydropyrone). Die weiße bis gelbliche Flüssigkeit besitzt einen aromatischen Geruch und wirkt als Repellent gegen Insekten.